# Criminal Girls
Criminal Girls (クリミナルガールズ) ist ein japanisches Computer-Rollenspiel von Imageepoch. Es erschien 2010 über Nippon Ichi Software für die PlayStation Portable. Das Spiel wurde in einer überarbeiteten Version als Criminal Girls: Invite Only (クリミナルガールズ INVITATION) 2015 für PlayStation Vita und 2017 für Microsoft Windows auch auf dem westlichen Markt veröffentlicht. Ebenfalls 2015 erschien die Fortsetzung Criminal Girls 2: Party Favors.

## Handlung und Spielprinzip
Das Spiel ist ein klassischer Dungeon Crawler, der aus einer Überblicksperspektive von schräg oben gespielt wird. Der Spieler übernimmt die Rolle eines Gefängnisaufsehers, der in der ursprünglichen Veröffentlichung sieben, in Invite Only neun Mädchen aus der Hölle geleiten soll. Die Hölle wird dabei als Turm dargestellt, denn die Gruppe stockweise erklimmen und dabei vier Bossgegner besiegen muss. Alle Mädchen kennzeichnet eine individuelle, als sündhaft gekennzeichneten Einstellung, von der sie im Laufe des Spiels geläutert werden sollen, um wieder in die Gesellschaft eingegliedert zu werden.
Erreicht wird diese Läuterung unter anderem durch sogenannte Motivationsmaßnahmen, bei denen der Spieler gegenüber einer stark sexualisierten Großaufnahme eines der Mädchen Bestrafungen ausübt, die an BDSM-Praktiken angelehnt sind. Dies geschieht unter symbolischer Zuhilfenahme eines umfangreicher werdenden Repertoires an Gegenständen (z. B. Peitsche, Elektroschocker oder Wachs) und im Fall der PlayStation Vita durch Eingabe über die beiden Touchpads. Als Teil der Spielmechanik schaltet es neue Fähigkeiten für das jeweilige Mädchen frei, die dem Spieler dann in den teils zufallsgenerierten Kämpfen gegen feindliche Kreaturen zur Verfügung stehen.
Die Kämpfe selbst sind rundenbasiert und werden von vier der Mädchen ausgetragen, während die restlichen Mädchen am Rande warten und auf Wunsch eingewechselt werden können. Abweichend von gängigen Genrekonventionen kann der Spieler nicht frei über das Aktionsrepertoire der Figuren verfügen, sondern bekommt von den Mädchen vier Aktionen vorgeschlagen, aus denen er eine auswählen kann. Diese Auswahl ist zufallsbasiert.

## Synchronisation
| Rolle    | Sprecherin      |
| -------- | --------------- |
| Kisaragi | Akiko Hasegawa  |
| Alice    | Ai Matayoshi    |
| Tomoe    | Yumi Hara       |
| Ran      | Mari Hagai      |
| Sako     | Yuko Takayama   |
| Yuko     | Azumi Asakura   |
| Shin     | Mayumi Yoshida  |
| Himekami | Fumiko Uchimura |
| Miu      | Mutsumi Tamura  |

## Veröffentlichung
2013 brachte Nippon Ichi eine japanische Fassung mit dem Titel Criminal Girls: Invitation für den PSP-Nachfolger PlayStation Vita auf den Markt und kündigte unter dem leicht abgewandelten Titel Criminal Girls: Invite Only für 2014 eine Veröffentlichung auf dem westlichen Markt an. Im Vergleich zur PSP-Fassung wurden die vorder- und rückseitigen Touchpads der Vita unterstützt und neue Spielinhalte hinzugefügt. Mit Miu und Himekami wurde die Auswahl der spielbaren Mädchen erweitert. Für die Veröffentlichung im Westen wurde die ursprüngliche Darstellung der Bestrafungen entschärft. Über die Darstellung der sexualisierten Posen wurde ein leicht verdeckender lila Nebel gelegt und die während der Bestrafung entstehenden Stöhngeräusche der japanischen Fassung aus dem Spiel entfernt. Diese Fassung wurde 2017 über die Online-Distributionsplattform Steam auch für Windows angekündigt und veröffentlicht.

## Rezeption
Die Beurteilungen und Wertungen der überarbeiteten Fassung Invite Only fielen gerade auch wegen der Inszenierung vielfach negativ aus. Die Vita-Fassung erreicht bei Metacritic einen Bewertungsschnitt von 55 %.

„Das ungewöhnliche Kampfsystem sowie das interessante Artdesign werden von dem primitiven Frauenbild überschattet, das Criminal Girls vermittelt.“

“When it’s not pushing discomforting images of barely dressed teens in your face, Criminal Girls is leading you back and forth across a lifeless dungeon just so you can thumb through lines of dull dialogue. There’s enjoyment to be found within the game’s combat, but it’s just not worth stomaching the tedious design and perverse activities to find the pearl inside.”

„Wenn einem das Spiel nicht gerade unangenehme Bilder von spärlich bekleideten Teenagern aufs Auge drückt, führt einen Criminal Girls kreuz und quer durch einen leblosen Dungeon, um einen dann durch langweilige Dialoge klicken zu lassen. Das Kampfsystem des Spiels bietet gewissen Unterhaltungswert, um diese verborgene Perle zu finden, lohnt es sich aber nicht dafür das ermüdende Design und die perversen Aktivitäten zu ertragen.“

“Wafer-thin plot and shoddy mechanics are bad enough, but the levelling system is downright offensive. The stereotypical anime girls (see above) learn skills as you discipline them with crops and electro-stims, rendering the game tasteless as well as terrible.”

„Eine extrem dünne Handlung und schlampige Spielmechaniken sind schon schlimm genug, aber das Levellingsystem ist geradezu abstoßend. Die stereotypen Anime-Mädchen erlernen Fähigkeiten, während man sie mit Gemüse und Elektro-Stims diszipliniert, wodurch sich das Spiel als geschmacklos und schrecklich zugleich erweist.“

Das japanische Magazin Champion Red Ichigo veröffentlichte 2011 eine Manga-Adaption des Spiels ISBN 978-4-253-23076-6. Im November 2015 erhielt das Spiel mit Criminal Girls 2: Party Favors eine Fortsetzung, die keine USK-Freigabe mehr erhielt. Sie kam daher in Deutschland nicht auf den Markt, gleichzeitig wurde die internationale Fassung von der Bundesprüfstelle für jugendgefährdende Medien indiziert.